# Papilio filaprae
Papilio filaprae är en fjärilsart som beskrevs av Ernst Suffert 1904.
Papilio filaprae ingår i släktet Papilio och familjen riddarfjärilar. Inga underarter finns listade i Catalogue of Life.